# Lam Glumpang
Lam Glumpang is een bestuurslaag in het regentschap Aceh Besar van de provincie Atjeh, Indonesië. Lam Glumpang telt 274 inwoners (volkstelling 2010).